# Вироземби-Подавце
Вироземби-Подавце (пол. Wyrozęby-Podawce) — село в Польщі, у гміні Репки Соколовського повіту Мазовецького воєводства.
Населення — 270 осіб (2011).
У 1975-1998 роках село належало до Седлецького воєводства.

## Демографія
Демографічна структура станом на 31 березня 2011 року:
|          | Загалом | Допрацездатний вік | Працездатний вік | Постпрацездатний вік |
| -------- | ------- | ------------------ | ---------------- | -------------------- |
| Чоловіки | 128     | 16                 | 89               | 23                   |
| Жінки    | 142     | 27                 | 67               | 48                   |
| Разом    | 270     | 43                 | 156              | 71                   |